# Kirkland (Carolina del Norte)
Kirkland es un lugar designado por el censo ubicado en el condado de New Hanover en el estado estadounidense de Carolina del Norte. La localidad en el año 2000, tenía una población de 579 habitantes en una superficie de 21,8 km², con una densidad poblacional de 26.6 personas por km².

## Geografía
Kirkland se encuentra ubicado en las coordenadas 34°18′4″N 77°47′15″O / 34.30111, -77.78750. Según la Oficina del Censo, la localidad tiene un área total de 21,8 km² (8,4 mi²), de la cual 21,7 km² (8,4 mi²) es tierra y 0,1 km² (0 mi²) (0.24%) es agua.

### Localidades adyacentes
El siguiente diagrama muestra a las localidades en un radio de 12 kilómetros (7,5 mi) de Kirkland.

## Demografía
En el 2000 la renta per cápita promedia del hogar era de $56.292, y el ingreso promedio para una familia era de $57.083. El ingreso per cápita para la localidad era de $21.439. En 2000 los hombres tenían un ingreso per cápita de $34.063 contra $22.614 para las mujeres. Alrededor del 10.20% de la población estaba bajo el umbral de pobreza nacional.